# 李承霖
李承霖（1808年—1891年），字雨人，一字仰嚴，號果亭。江蘇鎮江府丹徒縣人 。清朝状元、政治人物。

## 生平
先世为河东闻喜人。李承霖生於嘉慶十三年（1808年）戊辰五月廿四日，道光二十年（1840年）中式道光帝六旬萬壽恩科狀元，授翰林院修撰。道光二十三年（1843年），调任廣西學政，同年出任廣西主考官。道光二十六年（1846年），入值上书房，教皇五子奕誴讀書，抄《开国方略》。晚年赋闲在家，曾上书反对開發青龙山一带的礦產。卒於光緒辛卯（1891年）十月十二日。著有《劫余仅存》三卷。
後有知名書法收藏於南港小苓一家。